# Лилея (древний город)
Лилея (др.-греч. Λίλαια) — один из главнейших городов Фокидского союза и полис (город-государство), построенный на северных склонах горы Парнас и у истоков реки Кефисс.

## Описание
Название Лилея впервые было упомянуто Гомером в «Илиаде» (в каталоге кораблей) как один из девяти фокейских городов, принявших участие в Троянской войне. Город получил имя наяды Лилеи, дочери речного бога Кефиса, так и сам город был расположен недалеко от истоков одноимённой реки. В древности там находилось святилище, посвящённое Артемиде, и ещё одно в честь обожествлённой реки. Жители Лилеи верили, что вода Кастальского источника в Дельфах была подарком Кефиса, поэтому несколько дней в году они бросали сладости в реку, думая, что они всплывут в Касталии.
Когда географ Павсаний посетил Лилею во II веке, он отметил там наличие театра, агоры, бань, храмов Аполлона и Артемиды со статуями работы афинских мастеров из пентелического мрамора.

## История
Окрестности Лилеи были заселены с III тысячелетия до н. э. Геродот не упомянул его среди фокейских городов, которые были разрушены персами, возможно, потому, что в те дни он был присоединён к Дориде, которая подчинилась Ксерксу I, или потому, что Лилея была так хорошо укреплена, что персы так и не смогли взять её. На основании нумизматических и эпиграфических свидетельств последнее представляется наиболее вероятным. Город также был отмечен в работах Страбона, Павсания, Клавдия Птолемея, Плиния Старшего и Стефана Византийского. Лилея была разрушена во время Третьей Священной войны Филиппом II Македонским в 346 году до н. э., но в последующие годы она была перестроена в ходе проекта реконструкции фокейских крепостей. Город был осаждён Филиппом V Македонским, и вынужден был согласиться на размещение македонского гарнизона в нём. Но вскоре после восстания, возглавляемого патроном, Лилея сумела одолеть македонцев, и они отступили после официального заключения мирного договора.

## Археология
Античная Лилея находится недалеко от современной одноимённой деревни. Её стены и ворота находились к востоку от этого села.
Среди видимых древностей местности можно выделить архитектурные элементы у источников святой Елеуссы, где находились фонтан и храм Кефиса, а также ранневизантийские остатки базилики, посвящённой святому Христофору. Другая византийская церковь, датируемая X—XI веками, была посвящена Святой Елеуссе. Укрепление города виднеется на холме «Пиргос» или «Палеокастро». В франкский период это место было обнесено новой стеной.